# Robbert Meeder
Robbert Meeder (Soest, 17 april 1959) is een Nederlandse journalist en radiopresentator. Momenteel werkt hij voor de NOS, waarvoor hij op NPO Radio 1 de programma's Langs de Lijn En Omstreken en Radio Tour de France presenteert.
Meeder begon zijn radioloopbaan op 18-jarige leeftijd bij diverse piratenzenders. Daarna werkte hij op de sportredacties van Stadsomroep Amersfoort en Radio Utrecht en bij NCRV Sport. Bij Radio Nederland Wereldomroep was hij vanaf 1985 technicus en presentator.
In de jaren tachtig en negentig werkte Meeder tevens als freelance-redacteur/verslaggever bij Langs de Lijn, onder meer als redacteur van de rubriek 'Het wel en wee van het betaalde voetbal'. In 2000 trad hij in vaste dienst bij Langs de Lijn; in 2006 werd hij de vaste presentator op de woensdagavond. Vanaf het najaar van 2006 presenteerde Meeder regelmatig het gecombineerde Radio 1 Journaal/Langs de Lijn op de zaterdagmiddag. In 2012 was hij een van de presentatoren van Radiolympia, in 2014 van Radio Brasil, in 2016 van de NPO Radio 1 Sportzomer. In 2015 presenteerde hij voor het eerst Radio Tour de France.
Meeder introduceerde in Nederland "radio kijken op tv". Ook is hij verantwoordelijk voor de introductie in Nederland van de  'reclame-plopkap'. Bij de Wereldomroep werd begin jaren negentig de felgele plopkap een fenomeen, bedoeld om gratis reclame te krijgen op tv. Nu is de plopkap met het logo van de zender gemeengoed.
“Het mooie van radio," zegt Robbert Meeder, "is dat je luisteraars in een bepaalde wereld kunt zuigen die je zelf creëert. Wij zijn als makers de ogen van de luisteraars en dat moet niet alleen hoorbaar maar ook voelbaar zijn op de radio.”